# Tomaso Antonio Vitali
Tomaso Antonio Vitali (ur. 7 marca 1663 w Bolonii, zm. 9 maja 1745 w Modenie) – włoski kompozytor i skrzypek.

## Życiorys
Syn i uczeń Giovanniego Battisty Vitalego. Studiował u Antoniego Marii Pacchioniego, następnie działał w Modenie jako skrzypek i koncertmistrz kapeli dworskiej. W 1703 roku został przyjęty na członka Accademia Filarmonica w Bolonii. Do grona jego uczniów należeli Evaristo Dall’Abaco, Jean-Baptiste Senaillé, Girolamo Nicolò Laurenti i Luca Antonio Predieri.
Ceniony był jako skrzypek i pedagog. Opublikował m.in. zbiór sonat na dwoje skrzypiec i basso continuo oraz na skrzypce, wiolonczelę i basso continuo. Przypisywane jest mu autorstwo wirtuozowskiej Ciaccony g-moll na skrzypce solo i basso continuo, która jednak w rzeczywistości została najprawdopodobniej napisana przez innego kompozytora.